# Bob-Weltcup 1986/87
Der Bob-Weltcup 1986/87 begann am 6. Dezember 1986 auf der Kunsteisbahn im sauerländischen Winterberg und endete letztlich nach insgesamt nur 5 Weltcupwettbewerben Anfang März 1987 bei den vorolympischen Wettkämpfen im kanadischen Calgary. Die Saison des noch jungen Bob-Weltcups war von einigen Turbulenzen geprägt. So wurde bereits auf der zweiten Station in Sarajevo der Viererbob-Wettbewerb nach dem Umkippen eines rumänischen Bobs, der zum Totalschaden des Sportgeräts führte, von der Jury abgebrochen. Der vierte Weltcup-Wettbewerb im italienischen Cervinia wurde zur Bob-Europameisterschaft umgewidmet, da Umweltschützer eine Gerichtsverfügung erzielt hatten, die die Durchführung der EM am ursprünglichen Austragungsort Cortina d’Ampezzo untersagte. Stein des Anstoßes waren wohl die austretenden Ammoniakdämpfe bei der Kunsteisherstellung. So war es zumindest in der Schweizer Presse zu lesen. In der DDR-Presse wurde die Begründung für die Verlegung gesichtswahrend für die Ausrichter kreativ umgestaltet, man schrieb von Problemen an der Kühlanlage.
Neben der EM waren die Weltmeisterschaften im schweizerischen St. Moritz auf der dortigen Natureisbahn der Saisonhöhepunkt. Da die Weltcupwertung noch keinen hohen Prestigewert hatte, nahmen die Topathleten nicht an allen Wettkämpfen teil. So gewannen mit Anton Fischer im Zweierbob und Matt Roy im Viererbob Bobpiloten die jeweilige Weltcupwertung, die nicht zur damaligen Weltspitze im Bobbereich zu zählen waren.

## Einzelergebnisse der Weltcupsaison 1986/87
(Quelle:)

### Weltcupkalender
| #      | Datum                                     | Land               | Ort               | Wettkampfstätte                         | Anmerkungen   |
| ------ | ----------------------------------------- | ------------------ | ----------------- | --------------------------------------- | ------------- |
| 1      | 6. Dezember – 10. Dezember 1986           | Deutschland        | Winterberg        | Veltins-Eisarena                        |               |
| 2      | 17. Dezember – 21. Dezember 1986          | Jugoslawien        | Sarajevo          | Olympia Bob- und Rodelbahn Trebević     |               |
| 3      | 29. Dezember – 30. Dezember 1986          | Deutschland        | Königssee         | Kunsteisbahn Königssee                  | nur Zweierbob |
| 3      | 3. Januar – 4. Januar 1987                | Österreich         | Igls              | Olympia Eiskanal Igls                   | nur Viererbob |
| WM     | 10. Januar – 18. Januar 1987              | Schweiz            | St. Moritz        | Olympia Bob Run St. Moritz–Celerina     |               |
| EM 4 1 | 24. Januar – 1. Februar (29. Januar) 1987 | Italien            | Cervinia          | Bobbahn Breuil-Cervinia                 |               |
| EM 1   | 3. Februar – 8. Februar 1987              | Italien            | Cortina d’Ampezzo | Pista olimpica di bob                   |               |
| 5      | 17. Februar – 22. Februar 1987            | Vereinigte Staaten | Lake Placid       | Olympia-Bobbahn Mount Van Hoevenberg    |               |
| 6      | 28. Februar – 8. März 1987                | Kanada             | Calgary           | Calgary’s WinSport Bobsleigh/Luge Track |               |

### Weltcupergebnisse
| 1. Weltcup in Winterberg, 6. Dezember 1986 – 10. Dezember 1986 | 1. Weltcup in Winterberg, 6. Dezember 1986 – 10. Dezember 1986 | 1. Weltcup in Winterberg, 6. Dezember 1986 – 10. Dezember 1986         | 1. Weltcup in Winterberg, 6. Dezember 1986 – 10. Dezember 1986         | 1. Weltcup in Winterberg, 6. Dezember 1986 – 10. Dezember 1986 |
| -------------------------------------------------------------- | -------------------------------------------------------------- | ---------------------------------------------------------------------- | ---------------------------------------------------------------------- | -------------------------------------------------------------- |
| Disziplin                                                      | Erster Platz                                                   | Zweiter Platz                                                          | Dritter Platz                                                          |                                                                |
| Zweierbob                                                      | Wolfgang Hoppe Dietmar Schauerhammer                           | Ralph Pichler Celeste Poltera                                          | Detlef Richter Bogdan Musiol                                           |                                                                |
| Viererbob                                                      | SchweizHans Hiltebrand Urs Fehlmann Erwin Fassbind André Kiser | DDRWolfgang Hoppe Roland Wetzig Andreas Kirchner Dietmar Schauerhammer | ÖsterreichPeter Kienast Siegfried Zwerschina Harald Winkler Kurt Teigl |                                                                |

| 2. Weltcup in Sarajevo, 17. Dezember 1986 – 21. Dezember 1986 | 2. Weltcup in Sarajevo, 17. Dezember 1986 – 21. Dezember 1986 | 2. Weltcup in Sarajevo, 17. Dezember 1986 – 21. Dezember 1986 | 2. Weltcup in Sarajevo, 17. Dezember 1986 – 21. Dezember 1986 | 2. Weltcup in Sarajevo, 17. Dezember 1986 – 21. Dezember 1986 |
| ------------------------------------------------------------- | ------------------------------------------------------------- | ------------------------------------------------------------- | ------------------------------------------------------------- | ------------------------------------------------------------- |
| Disziplin                                                     | Erster Platz                                                  | Zweiter Platz                                                 | Dritter Platz                                                 |                                                               |
| Zweierbob                                                     | Matt Roy James Herberich                                      | Jürgen Pfrommer Martin Reuck                                  | Herbert Sellmeier Günther Puhl                                |                                                               |
| Viererbob                                                     | Abbruch nach Juryentscheid                                    | Abbruch nach Juryentscheid                                    | Abbruch nach Juryentscheid                                    |                                                               |

| 3. Weltcup in Königssee, 29. Dezember 1986 – 30. Dezember 1986 | 3. Weltcup in Königssee, 29. Dezember 1986 – 30. Dezember 1986 | 3. Weltcup in Königssee, 29. Dezember 1986 – 30. Dezember 1986 | 3. Weltcup in Königssee, 29. Dezember 1986 – 30. Dezember 1986 | 3. Weltcup in Königssee, 29. Dezember 1986 – 30. Dezember 1986 |
| -------------------------------------------------------------- | -------------------------------------------------------------- | -------------------------------------------------------------- | -------------------------------------------------------------- | -------------------------------------------------------------- |
| Disziplin                                                      | Erster Platz                                                   | Zweiter Platz                                                  | Dritter Platz                                                  |                                                                |
| Zweierbob                                                      | Anton Fischer Christoph Langen                                 | Ingo Appelt Josef Muigg                                        | Bernhard Lehmann Mario Hoyer                                   |                                                                |
| Viererbob                                                      | kein Wettbewerb                                                | kein Wettbewerb                                                | kein Wettbewerb                                                |                                                                |

| 3. Weltcup in Igls, 3. Januar 1987 – 4. Januar 1987 | 3. Weltcup in Igls, 3. Januar 1987 – 4. Januar 1987                    | 3. Weltcup in Igls, 3. Januar 1987 – 4. Januar 1987                        | 3. Weltcup in Igls, 3. Januar 1987 – 4. Januar 1987                 | 3. Weltcup in Igls, 3. Januar 1987 – 4. Januar 1987 |
| --------------------------------------------------- | ---------------------------------------------------------------------- | -------------------------------------------------------------------------- | ------------------------------------------------------------------- | --------------------------------------------------- |
| Disziplin                                           | Erster Platz                                                           | Zweiter Platz                                                              | Dritter Platz                                                       |                                                     |
| Zweierbob                                           | kein Wettbewerb                                                        | kein Wettbewerb                                                            | kein Wettbewerb                                                     |                                                     |
| Viererbob                                           | ÖsterreichPeter Kienast Siegfried Zwerschina Christian Mark Kurt Teigl | Vereinigtes KönigreichMark Tout David Armstrong Lenny Paul Audley Richards | SchweizSilvio Giobellina Rico Freiermuth Curdin Morell Bruno Gerber |                                                     |

| Weltmeisterschaften in St. Moritz, 10. Januar 1987 – 18. Januar 1987 | Weltmeisterschaften in St. Moritz, 10. Januar 1987 – 18. Januar 1987 | Weltmeisterschaften in St. Moritz, 10. Januar 1987 – 18. Januar 1987                 | Weltmeisterschaften in St. Moritz, 10. Januar 1987 – 18. Januar 1987 | Weltmeisterschaften in St. Moritz, 10. Januar 1987 – 18. Januar 1987 |
| -------------------------------------------------------------------- | -------------------------------------------------------------------- | ------------------------------------------------------------------------------------ | -------------------------------------------------------------------- | -------------------------------------------------------------------- |
| Disziplin                                                            | Erster Platz                                                         | Zweiter Platz                                                                        | Dritter Platz                                                        |                                                                      |
| Zweierbob                                                            | Ralph Pichler Celeste Poltera                                        | Wolfgang Hoppe Dietmar Schauerhammer Hans Hiltebrand André Kiser                     |                                                                      |                                                                      |
| Viererbob                                                            | SchweizHans Hiltebrand Urs Fehlmann Erwin Fassbind André Kiser       | DDRWolfgang Hoppe Bogdan Musiol/Andreas Kirchner Roland Wetzig Dietmar Schauerhammer | SchweizRalph Pichler Heinrich Notter Edgar Dietsche Celeste Poltera  |                                                                      |

| Europameisterschaften und 4. Weltcup in Cervinia, 24. Januar 1987 – 1. Februar 1987 | Europameisterschaften und 4. Weltcup in Cervinia, 24. Januar 1987 – 1. Februar 1987 | Europameisterschaften und 4. Weltcup in Cervinia, 24. Januar 1987 – 1. Februar 1987 | Europameisterschaften und 4. Weltcup in Cervinia, 24. Januar 1987 – 1. Februar 1987 | Europameisterschaften und 4. Weltcup in Cervinia, 24. Januar 1987 – 1. Februar 1987 |
| ----------------------------------------------------------------------------------- | ----------------------------------------------------------------------------------- | ----------------------------------------------------------------------------------- | ----------------------------------------------------------------------------------- | ----------------------------------------------------------------------------------- |
| Disziplin                                                                           | Erster Platz                                                                        | Zweiter Platz                                                                       | Dritter Platz                                                                       |                                                                                     |
| Zweierbob                                                                           | Wolfgang Hoppe Dietmar Schauerhammer                                                | Janis Kipurs Wladimir Aleksandrow                                                   | Gustav Weder Bruno Gerber                                                           |                                                                                     |
| Viererbob                                                                           | DDRWolfgang Hoppe Bogdan Musiol Roland Wetzig Dietmar Schauerhammer                 | SchweizRalph Pichler Heinrich Notter Edgar Dietsche Celeste Poltera                 | SchweizEkkehard Fasser Kurt Meier Werner Stocker Rolf Strittmaier                   |                                                                                     |

| 5. Weltcup in Lake Placid, 17. Februar 1987 – 22. Februar 1987 | 5. Weltcup in Lake Placid, 17. Februar 1987 – 22. Februar 1987     | 5. Weltcup in Lake Placid, 17. Februar 1987 – 22. Februar 1987 | 5. Weltcup in Lake Placid, 17. Februar 1987 – 22. Februar 1987       | 5. Weltcup in Lake Placid, 17. Februar 1987 – 22. Februar 1987 |
| -------------------------------------------------------------- | ------------------------------------------------------------------ | -------------------------------------------------------------- | -------------------------------------------------------------------- | -------------------------------------------------------------- |
| Disziplin                                                      | Erster Platz                                                       | Zweiter Platz                                                  | Dritter Platz                                                        |                                                                |
| Zweierbob                                                      | Matt Roy Jim Herberich                                             | Mark Tout David Armstrong                                      | Brent Rushlaw Hal Hoye                                               |                                                                |
| Viererbob                                                      | Vereinigte StaatenMatt Roy Brian Shimer Scott Pladel Jim Herberich | KanadaGreg Haydenluck Steve Hall Kevin Tyler Lloyd Guss        | Vereinigte StaatenBob Horvath Ron Horvath Rob Dickerman Willie Jones |                                                                |

| 6. Weltcup in Calgary, 28. Februar 1987 – 8. März 1987 | 6. Weltcup in Calgary, 28. Februar 1987 – 8. März 1987                | 6. Weltcup in Calgary, 28. Februar 1987 – 8. März 1987 | 6. Weltcup in Calgary, 28. Februar 1987 – 8. März 1987 | 6. Weltcup in Calgary, 28. Februar 1987 – 8. März 1987 |
| ------------------------------------------------------ | --------------------------------------------------------------------- | ------------------------------------------------------ | ------------------------------------------------------ | ------------------------------------------------------ |
| Disziplin                                              | Erster Platz                                                          | Zweiter Platz                                          | Dritter Platz                                          |                                                        |
| Zweierbob                                              | Wolfgang Hoppe Dietmar Schauerhammer                                  | Gustav Weder Kurt Meier                                | Hans Hiltebrand André Kiser                            |                                                        |
| Viererbob                                              | SowjetunionMāris Poikāns Normunds Rožkalns Āris Āboliņš Ivars Bērzups | SchweizHans Hiltebrand ?                               | BR DeutschlandAnton Fischer ?                          |                                                        |

## Weltcupstände

### Gesamtstand im Zweierbob der Männer
| Rang | Bobpilot        | Land                   | Punkte |
| ---- | --------------- | ---------------------- | ------ |
| 1.   | Anton Fischer   | BR Deutschland         | 82     |
| 2.   | Matt Roy        | Vereinigte Staaten     | 74     |
| 3.   | Wolfgang Hoppe  | DDR                    | 60     |
| 4.   | Hans Hiltebrand | Schweiz                | 49     |
| 5.   | Nick Phipps     | Vereinigtes Königreich | 45     |
| 6.   | Mark Tout       | Vereinigtes Königreich | 42     |
| 7.   | Gustav Weder    | Schweiz                | 37     |

### Gesamtstand im Viererbob der Männer
| Rang | Bobpilot        | Land                   | Punkte |
| ---- | --------------- | ---------------------- | ------ |
| 1.   | Matt Roy        | Vereinigte Staaten     | 64     |
| 2.   | Wolfgang Hoppe  | DDR                    | 56     |
| 3.   | Peter Kienast   | Österreich             | 54     |
| 4.   | Ralph Pichler   | Schweiz                | 48     |
| 5.   | Mark Tout       | Vereinigtes Königreich | 46     |
| 6.   | Hans Hiltebrand | Schweiz                | 39     |
| 7.   | Greg Haydenluck | Kanada                 | 38     |
| 7.   | Māris Poikāns   | Sowjetunion            | 38     |
| 9.   | Volker Dietrich | DDR                    | 37     |
| 9.   | Tom de la Hunty | Vereinigtes Königreich | 37     |

### Gesamtstand in der Kombination der Männer
| Rang | Bobpilot        | Land                   | Punkte |
| ---- | --------------- | ---------------------- | ------ |
| 1.   | Matt Roy        | Vereinigte Staaten     | 138    |
| 2.   | Wolfgang Hoppe  | DDR                    | 116    |
| 3.   | Anton Fischer   | BR Deutschland         | 114    |
| 4.   | Hans Hiltebrand | Schweiz                | 88     |
| 4.   | Mark Tout       | Vereinigtes Königreich | 88     |